# Lahitte-Toupière
Lahitte-Toupière – miejscowość i gmina we Francji, w regionie Oksytania, w departamencie Pireneje Wysokie.
Według danych na rok 1990 gminę zamieszkiwało 188 osób, a gęstość zaludnienia wynosiła 34 osoby/km² (wśród 3020 gmin regionu Midi-Pyrénées Lahitte-Toupière plasuje się na 875. miejscu pod względem liczby ludności, natomiast pod względem powierzchni na miejscu 1448.).